# Kiss of Death (película)
Kiss of Death (El sabor de la muerte en España y El beso de la muerte en Hispanoamérica) es una película de suspenso de 1995 dirigida por Barbet Schroeder y protagonizada por David Caruso, Samuel L. Jackson y Nicolas Cage.
La producción cinematográfica es una adaptación de la película del mismo nombre de 1947 dirigido por Henry Hathaway, un clásico famoso por haber aparecido en su debut Richard Widmark en el papel de un psicopático asesino.

## Argumento
Jimmy Kilmartin es un ex convicto que, una vez salido de la prisión, intenta reformarse. Aun así, no es capaz de negarse a participar en un último trabajo. El hombre detrás del golpe es Junior Brown, un violento y poderoso criminal.
Sin embargo las cosas salen mal y Jimmy ve como todo se pone en su contra en esta nueva situación. Sin embargo, los policías que le pisan los talones no están tan interesados en él como en Junior.

## Reparto
| Actor             | Papel               |
| ----------------- | ------------------- |
| David Caruso      | Jimmy Kilmartin     |
| Samuel L. Jackson | Calvin Hart         |
| Nicolas Cage      | Little Junior Brown |
| Helen Hunt        | Bev Kilmartin       |
| Kathryn Erbe      | Rosie Kilmartin     |
| Stanley Tucci     | Frank Zioli         |
| Michael Rapaport  | Ronnie Gannon       |
| Ving Rhames       | Omar                |
| Philip Baker Hall | Big Junior Brown    |
| Anthony Heald     | Jack Gold           |

## Recepción
La película fue un fracaso en taquilla y en crítica, lo que junto al de su siguiente film, causó además que frustrase la ambición de Caruso de convertirse en una estrella de la gran pantalla tras su éxito en televisión.
Hoy en día la película ha sido valorada en portales cinematográficos y por críticos profesionales. En IMDb, con unos 20 000 votos registrados, el filme obtiene una media ponderada de 5,9 sobre 10. En cuanto a Rotten Tomatoes, los más de 5000 votos registrados le dieron allí una valoración media de 3 de 5, mientras que 40 críticos profesionales le dieron en ese portal 6,7 de 10, llegando al consenso de que la película tiene un reparto excepcional y que el thriller policial de cine negro es ingenioso, además de tener una gran atmósfera a pesar de la poca tensión que proporciona el guion.

## Producción
La película se rodó entre el 9 de mayo y el 28 de julio de 1994. Se filmó para ello completamente en Nueva York y allí, en su mayor parte, en Queens.